# بهادرپور، پاکستان
بهادرپور (به انگلیسی: Bahadur Pur) یک منطقهٔ مسکونی در پاکستان است. بهادرپور ۳۰٬۰۰۰ نفر جمعیت دارد.